# Lukino (Kaliningrad)
Lukino (russisch Лукино, deutsch Kloschenen) ist ein Ort in der russischen Oblast Kaliningrad (Gebiet Königsberg (Preußen)) und gehört zur Prawdinskoje gorodsnoje posselenije – Stadtgemeinde Prawdinsk, Friedland, (Ostpr.) – im Rajon Prawdinsk (Kreis Friedland).

## Geographische Lage
Lukino am Ostufer der Alle (russisch: Lawa) liegt zwei Kilometer nördlich von Prawdinsk und ist über eine Stichstraße direkt von der Rajonshauptstadt aus zu erreichen. Ein Bahnanschluss besteht nicht.

## Geschichte
Am 11. Juni 1874 war das einst Kloschenen genannte Dorf eine von sechs kommunalen Einheiten, die den neu errichteten Amtsbezirk Allenau (russisch: Poretschje) bildeten. Er gehörte bis 1927 zum Landkreis Friedland, danach zum Landkreis Bartenstein (Ostpr.) im Regierungsbezirk Königsberg der preußischen Provinz Ostpreußen. Im Jahre 1910 zählte der Gutsbezirk Kloschenen 177 Einwohner.
Am 1. Juli 1912 wurde die Ortschaft Gut Finkenhof des Gutsbezirks Kloschenen in die Landgemeinde Klein Schönau (russisch: Oktjabrskoje) im Amtsbezirk Dietrichswalde (Polessje) umgegliedert, und kurze Zeit später kam ein weiterer Teil Kloschenens zur Landgemeinde Allenau (Poretschje). Am 1. November 1928 schließlich verlor Kloschenen seine Selbständigkeit und wurde in die Stadtgemeinde Friedland (Prawdinsk) eingemeindet.
1945 kam Kloschenen innerhalb des nördlichen Ostpreußens zur Sowjetunion und erhielt 1947 die russische Bezeichnung Lukino. Bis zum Jahre 2009 war der Ort in den Poretschenski sowjet (Dorfsowjet Poretschje (Allenau)) eingegliedert und ist seither – als Ort innerhalb der seit 1991/92 russischen Oblast Kaliningrad – aufgrund einer Struktur- und Verwaltungsreform eine als „Siedlung“ (russisch: possjolok) eingestufte Ortschaft innerhalb der Prawdinskoje gorodsnoje posselenije – Stadtgemeinde Prawdinsk (Friedland, Ostpr.) – im Rajon Prawdinsk.

## Kirche
Die Bevölkerung Kloschenens war vor 1945 überwiegend evangelischer Konfession. Der Ort war in das Kirchspiel Allenau (russisch: Poretschje) im Kirchenkreis Friedland (russisch: Prawdinsk), später im Kirchenkreis Bartenstein (heute polnisch: Bartoszyce), innerhalb der Kirchenprovinz Ostpreußen der Kirche der Altpreußischen Union eingepfarrt.
Heute liegt Lukino im kirchlichen Einzugsbereich von Prawdinsk, dessen evangelische Gemeinde nun eine Filialgemeinde der Auferstehungskirche in Kaliningrad (Königsberg) ist. Sie ist in die Propstei Kaliningrad der Evangelisch-Lutherischen Kirche Europäisches Russland (ELKER) eingegliedert.

## Söhne und Töchter der Gemeinde
In dem Landsitz Kloschenen wohnte Graf Kunheim und seine Frau Marie Henriette Elisabeth, geb. von Arnim, eine von Friedrich von Schiller umschwärmte Frau, die er laut Zeitzeugen gerne geheiratet hätte.